# Opsiphanes lutescentefasciatus
Opsiphanes lutescentefasciatus är en fjärilsart som beskrevs av Johann August Ephraim Goeze 1779. Opsiphanes lutescentefasciatus ingår i släktet Opsiphanes och familjen praktfjärilar. Inga underarter finns listade i Catalogue of Life.